# Chrám Zesnutí přesvaté Bohorodice (Vladimir)
Chrám Zesnutí přesvaté Bohorodice, či Uspěnský chrám (rusky Успенский собор) je pravoslavný chrám v ruském Vladimiru z 12. století. Byl hlavním chrámem Vladimirsko-suzdalského knížectví, právě zde byla korunována vladimirská i některá moskevská knížata. Stal se vzorem pro celou řadu pozdějších chrámů, např. chrámu Zesnutí přesvaté Bohorodice v Moskevském kremlu. Je jedním z mála chrámů, kde se dochovaly původní fresky Andreje Rubleva.
Od roku 1992 je v rámci Bílých památek Vladimiru a Suzdalu zanesen na seznam světového dědictví UNESCO.

## Historie
Původní chrám byl vystavěn v letech 1158-1160 za vlády knížete Andreje Bogoljubského a již roku 1161 byly dokončeny fresky. Stavitele chrámu poslal do Vladimiru Fridrich I. Barbarossa, přítel knížete Bogoljubského. Vystavěn byl z bílých kamenných kvádrů. Hlavní chrámová loď byla téměř čtvercová, měřila přibližně 22,5 m na 17,5 m. Svou výškou 32,3 m převyšoval chrám svaté Sofie v Kyjevě i chrám svaté Sofie ve Velikém Novgorodu. V té době zde byla umístěna ikona Vladimirské Bohorodičky, která proto dostala jméno podle města Vladimiru, i když později byla přemístěna do Moskvy. Původní výmalba chrámu z roku 1161 se dochovala pouze fragmentárně a zachycuje proroky, na severní galerii byla odhalena vyobrazení pávů.
Po požáru roku 1185 nechal Vsevolod III. chrám značně rozšířit. K hlavnímu tělesu budovy byly přistavěny boční galerie, starý chrám tak byl v podstatě obklopen novým. Ve stěnách původního svatostánku vznikly velké oblouky, které sjednotily staré prostory s novými. Tento dojem podtrhlo i sjednocení kůrů do jediné velké plochy. Nově se stavba stala pětilodní a její rozměry (bez apsid) dosáhly cca 30 x 30 m. Celá tato komplikovaná přestavba byla dokončena roku 1189.
Z původních fresek se dochovaly pouze fragmenty. Na počátku 15. století byli ke zhotovení nových přizváni ikonopisci Andrej Rublev a Daniil Čornyj. Z jejich práce se dochovaly některé části velké kompozice Poslední soud v západní části chrámu a některé fragmenty v oltářní části. Většina do současnosti dochovaných fresek pochází z 19. století.
Velkou a nepříliš citlivou rekonstrukcí prošel chrám na příkaz carevny Kateřiny II., která Vladimir navštívila roku 1767. Namísto původního ikonostasu malovaného samotným Rublevem byl v chrámu instalován nový barokní (odstraněné Rublevovy ikony jsou dnes vystaveny v Treťakovské galerii v Moskvě). Do 19. století prodělala stavba ještě několik dalších změn. Roku 1810 byla vedle přistavěna čtyřpatrová zvonice, která byla později propojena přímo s chrámem.
Na konci 19. století proběhly první restaurátorské práce, které vedly nejenom k odkrytí některých Rublevových fresek, ale i řada novějších stavebních úprav z posledních staletí byla vrácena do původního stavu.
V současnosti má Chrám Zesnutí přesvaté Bohorodice status hlavního svatostánku Vladimirské a suzdalské eparchie a konají se v něm pravidelné bohoslužby. Zároveň však slouží jako muzeum a mimo bohoslužby je přístupný turistům.

## Galerie

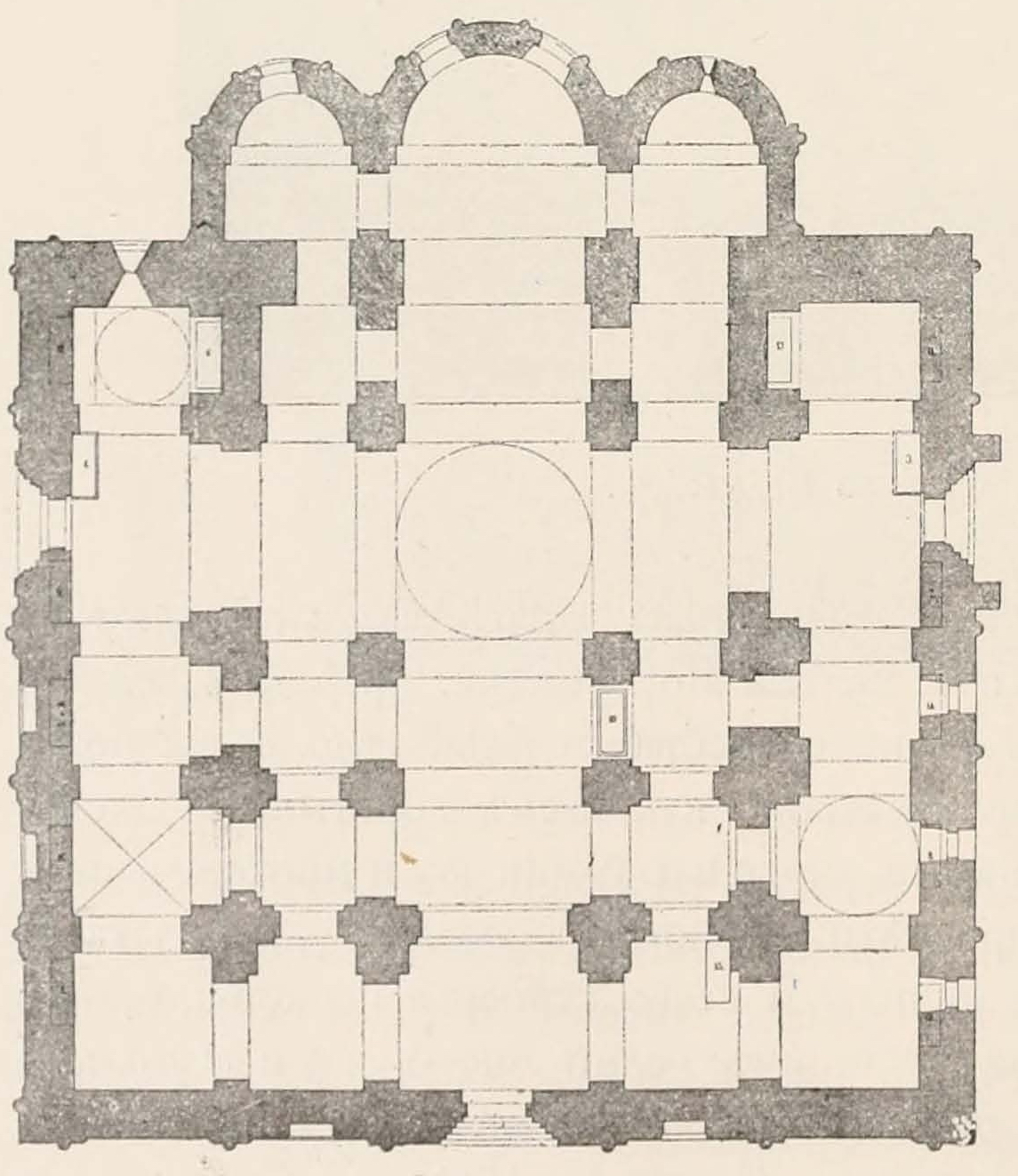
půdorys
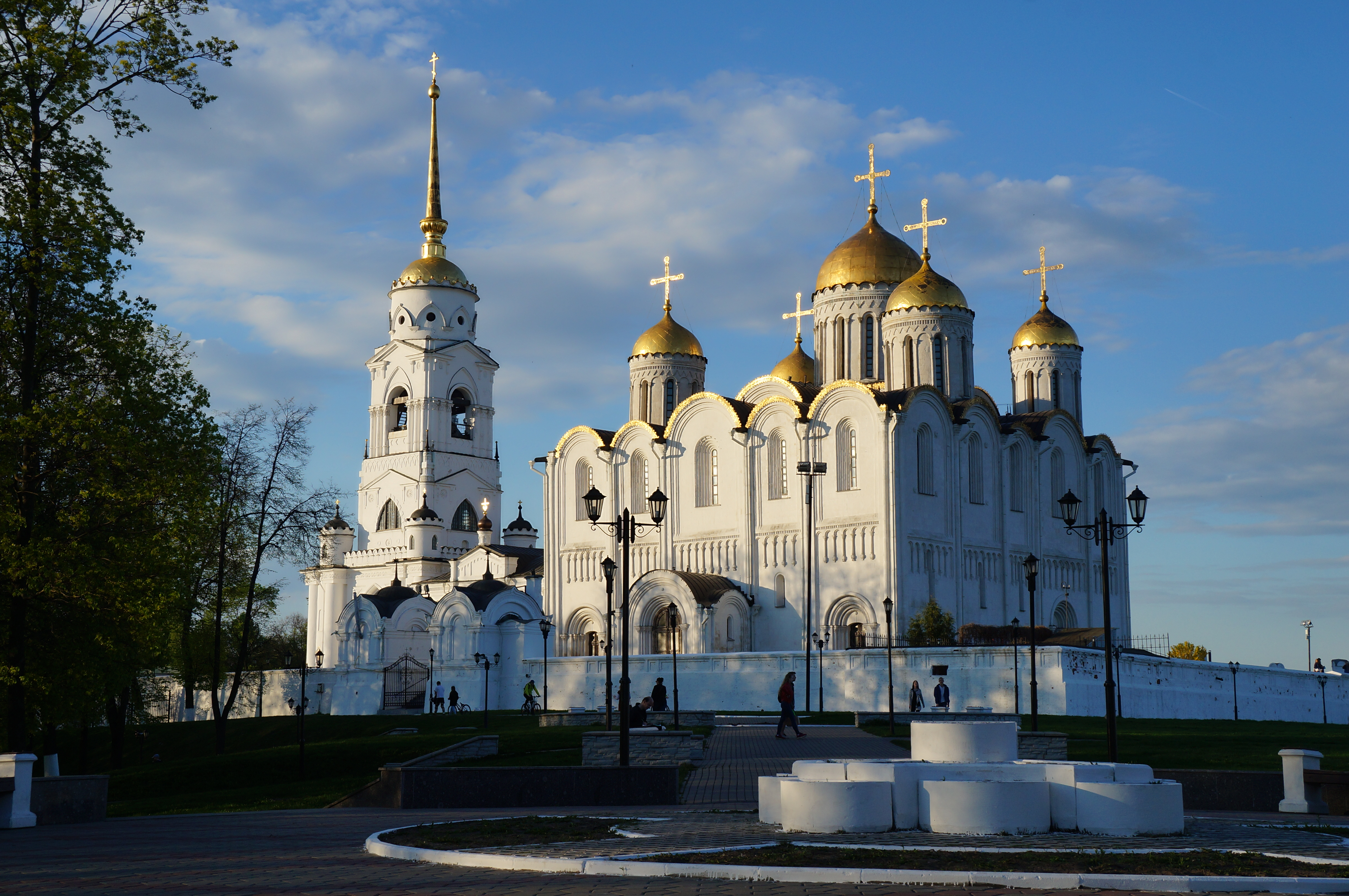
chrám a zvonice
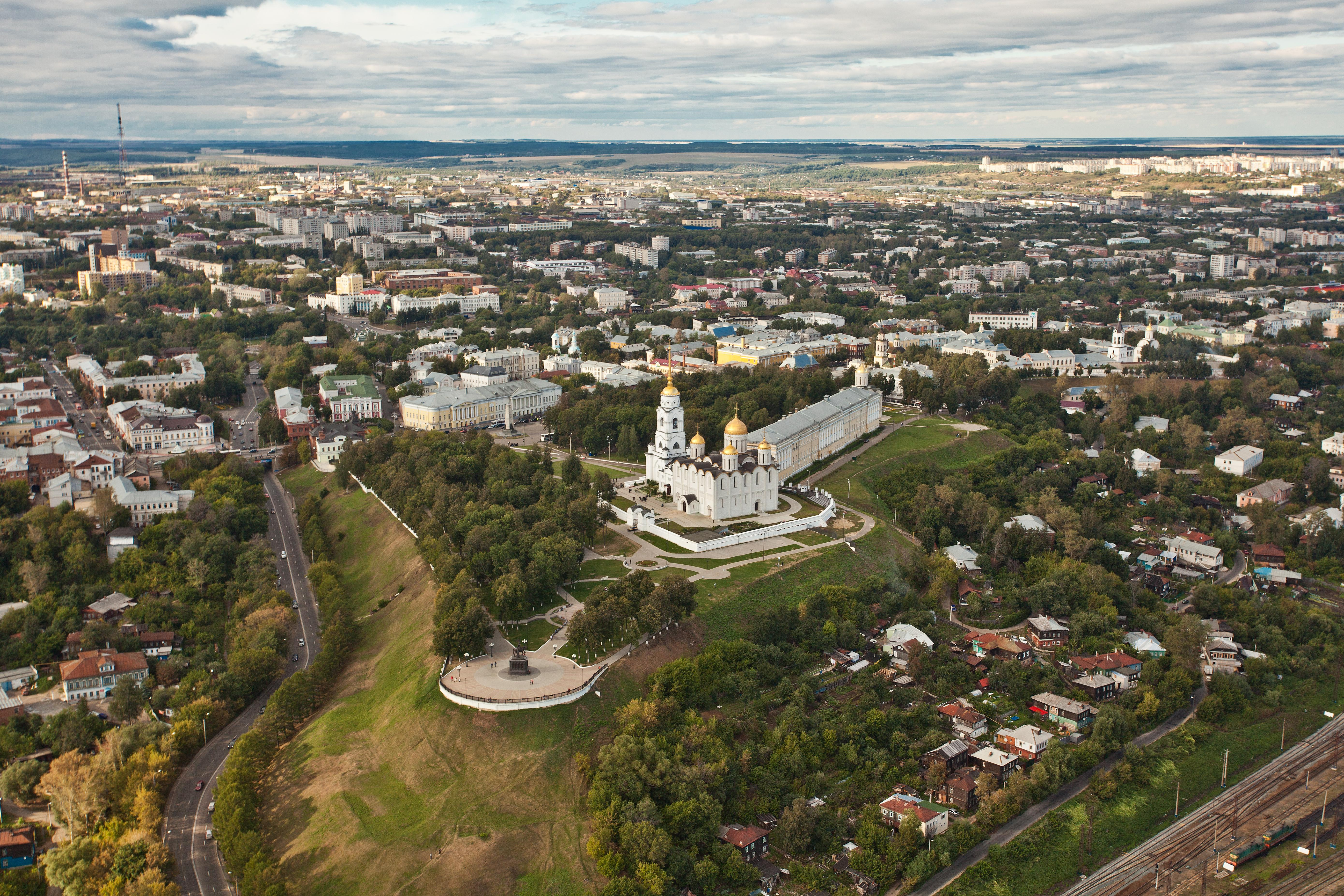
letecký pohled
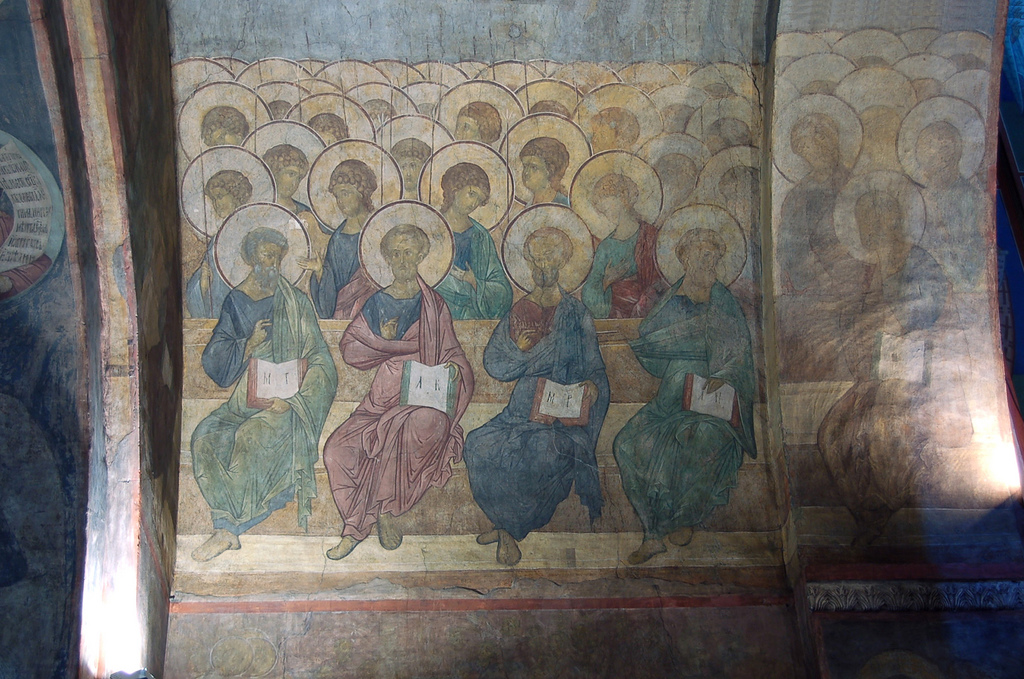
detail Rublevovy fresky